# Open TTD
OpenTTD je odprtokodna poslovna simulacija, dvojnik igre Transport Tycoon Deluxe, v kateri mora igralec ustvariti svoj prevozniški imperij in z njim tekmovati proti drugim igralcem ali računalniku. Podobno kot v izvirniku se igranje začne v letu 1950; sčasoma postane dostopna naprednejša tehnologija - npr. parne lokomotive se umaknejo dizelskim in te električnim, na koncu, v prihodnosti (igra se konča leta 2050) pa je možno postavljati proge za maglev. Posodabljajo se tudi zgradbe v mestih, ki se razvijajo na račun transportnih povezav, ki jih postavi igralec.
Igra je nastala iz nelicenčnega popravka za Transport Tycoon Deluxe. Sčasoma je avtor zaradi omejitev izvirnika priredil izvorno kodo le-tega in izdal OpenTTD kot samostojno igro. Vključuje več izboljšav, tako grafičnih kot popravkov vmesnika. OpenTTD ni povsem samostojna igra, saj potrebuje grafične datoteke izvirnika. Kljub temu je pravni status predelave vprašljiv zaradi uporabe programske kode izvirnika, ki je avtorsko zaščiten.